# Saint-Étienne-les-Orgues
Saint-Étienne-les-Orgues è un comune francese di 1 244 abitanti situato nel dipartimento delle Alpi dell'Alta Provenza della regione della Provenza-Alpi-Costa Azzurra.

## Società

### Evoluzione demografica
Abitanti censiti